# Volčanski Ruti
Volčanski Ruti – wieś w Słowenii, w gminie Tolmin. W 2018 roku liczyła 13 mieszkańców.